# Lâu đài Niepołomice
Lâu đài Hoàng gia Niepołomice là một lâu đài gothic từ giữa thế kỷ 14, được xây dựng lại theo phong cách cuối thời Phục hưng và được gọi là Wawel thứ hai. Nó nằm ở Niepołomice, Ba Lan.

## Lịch sử
Lâu đài Niepołomice được xây dựng theo lệnh của vua Casimir III Đại đế trên sườn thung lũng sông Vistula, để phục vụ như một nơi trú ngụ trong các cuộc thám hiểm săn bắn đến Rừng Niepołomice gần đó. Lâu đài bao gồm ba tòa tháp, các tòa nhà ở cánh phía nam và phía đông, và các bức tường rèm xung quanh sân. Zygmunt I của Ba Lan xây dựng lại cấu trúc, tạo cho nó hình dạng của một hình tứ giác với một sân trong. Khu vườn của Nữ hoàng Bona Sforza nằm ở sườn phía nam. Năm 1550, trận hỏa hoạn lớn đã phá hủy cánh phía đông và phía bắc. Các công trình tái thiết được tiến hành vào năm 1551-1568 dưới sự giám sát của Tomasz Grzymała và một nhà điêu khắc Santi Gucci. Từ cuối thế kỷ 16, lâu đài đã chuyển vào tay các gia đình quý tộc Curyło, Branicki và Lubomirski. Vào thời điểm đó, chỉ có những thay đổi nhỏ được thực hiện trong nội thất của lâu đài (lò sưởi, trần nhà). Việc xây dựng một sân chơi có mái vòm bắt đầu vào năm 1635 và hoàn thành vào năm 1637. Cuộc xâm lược của Thụy Điển - Brandenburg năm 1655 đã chấm dứt sự tráng lệ của tòa nhà. Lâu đài đã được chuyển thành một cửa hàng thực phẩm trong thời gian chiếm đóng. Vào thế kỷ 18, nó đã được vua Augustus II the Strong và Augustus III mua lại. Việc xây dựng lại nơi ở cũ của hoàng gia bắt đầu vào năm 1991, khi nó trở thành tài sản của Niepołomice.